# خسوف القمر يناير 2020
خسوف شبه الظل حدث يوم 10 يناير 2020، وهو الخسوف الأول بين أربعة أخرى حصلت في ذلك العام.

## المشاهدة
تمت مشاهدة الخسوف جزئيًا عند صعود القمر في شرق كندا وبعض الأجزاء الغربية والجنوبية من القارة الأفريقية، بينما شوهد كامل الخسوف في قارة أوروبا وروسيا وكامل اسيا وأغلب اجزاء إفريقيا وغرب أستراليا، بينما شوهد عند نزول القمر في أستراليا وجزء صغير من نيوزلندا، استمر الخسوف 244 دقيقة (4 ساعة و4 دقيقة) غطت خلالها عتمة طفيفة 89% من قرص القمر تقريبًا، بدأ القمر دخول منطقة شبه ظل الأرض عند الساعة 17:07 (ت ع م) ووصل ذروته عند 19:09 (ت ع م) وخرج كليًا في 21:12 (ت ع م).
هذا الخسوف جزء من دورة الساروس رقم 144.
| مناطق رؤية الخسوف |

## معرض الصور

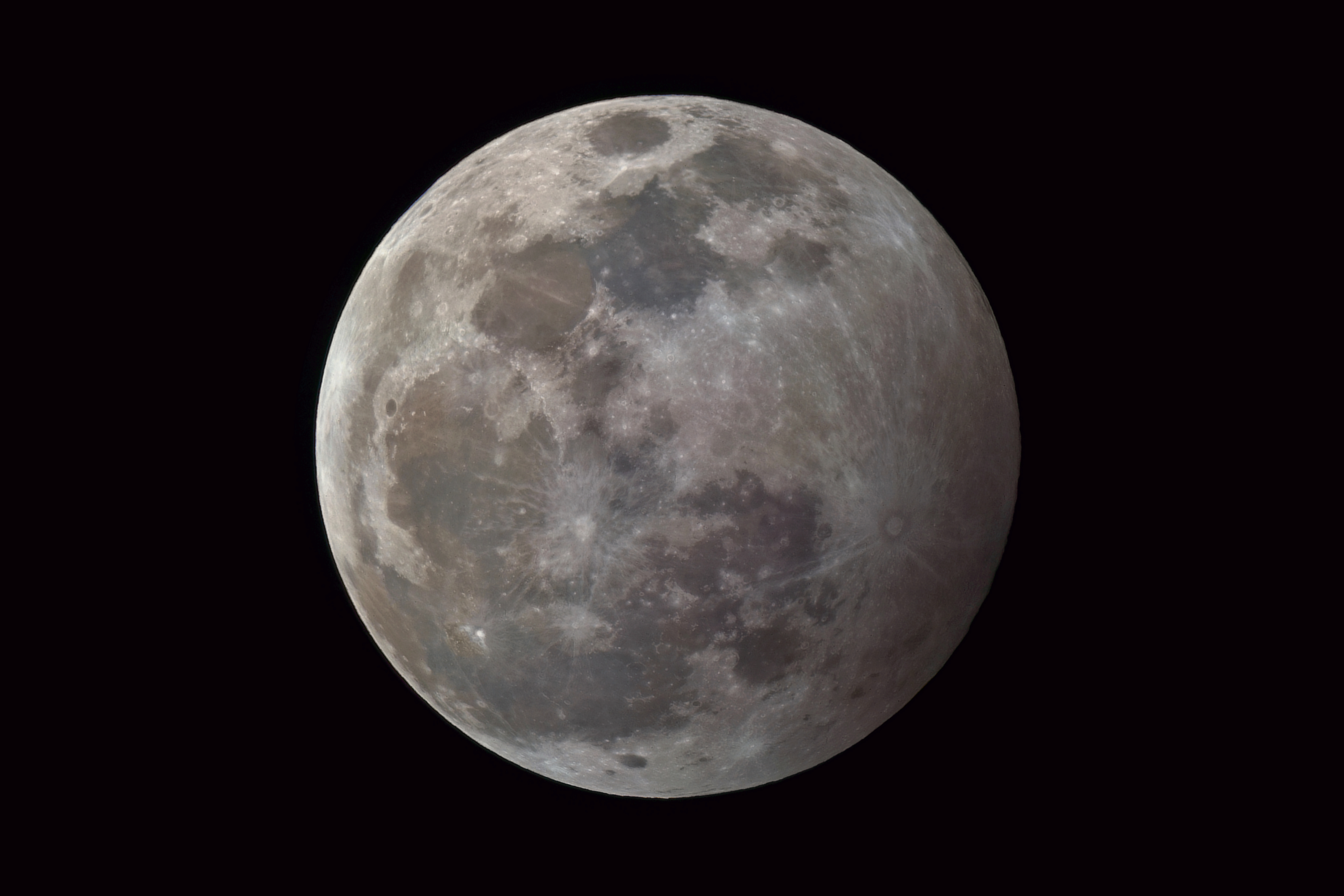
أوريا، إيطاليا الساعة 18:09 (ت ع م)
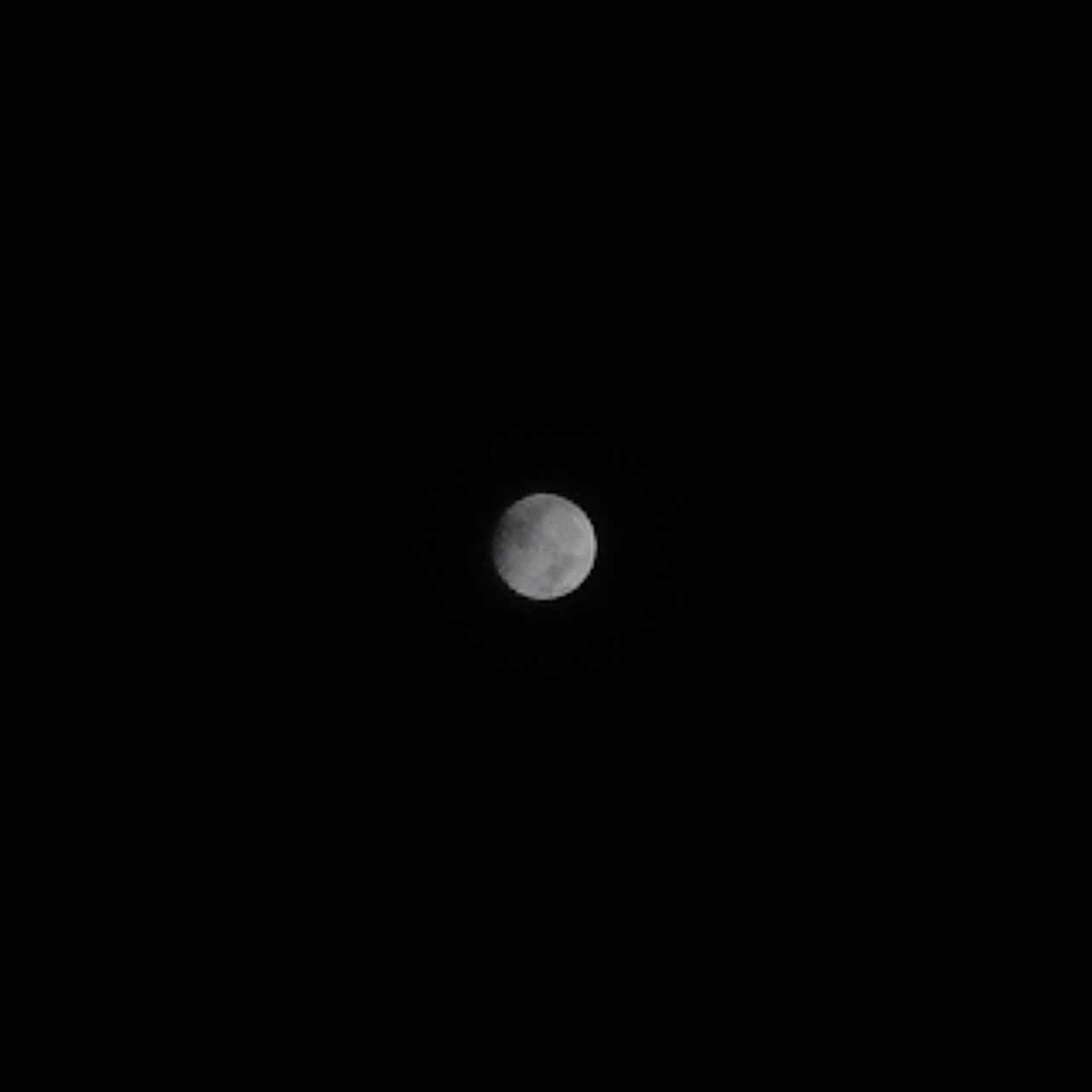
سان خوسيه ديل مونتي، الفلبين الساعة 18:47 (ت ع م)
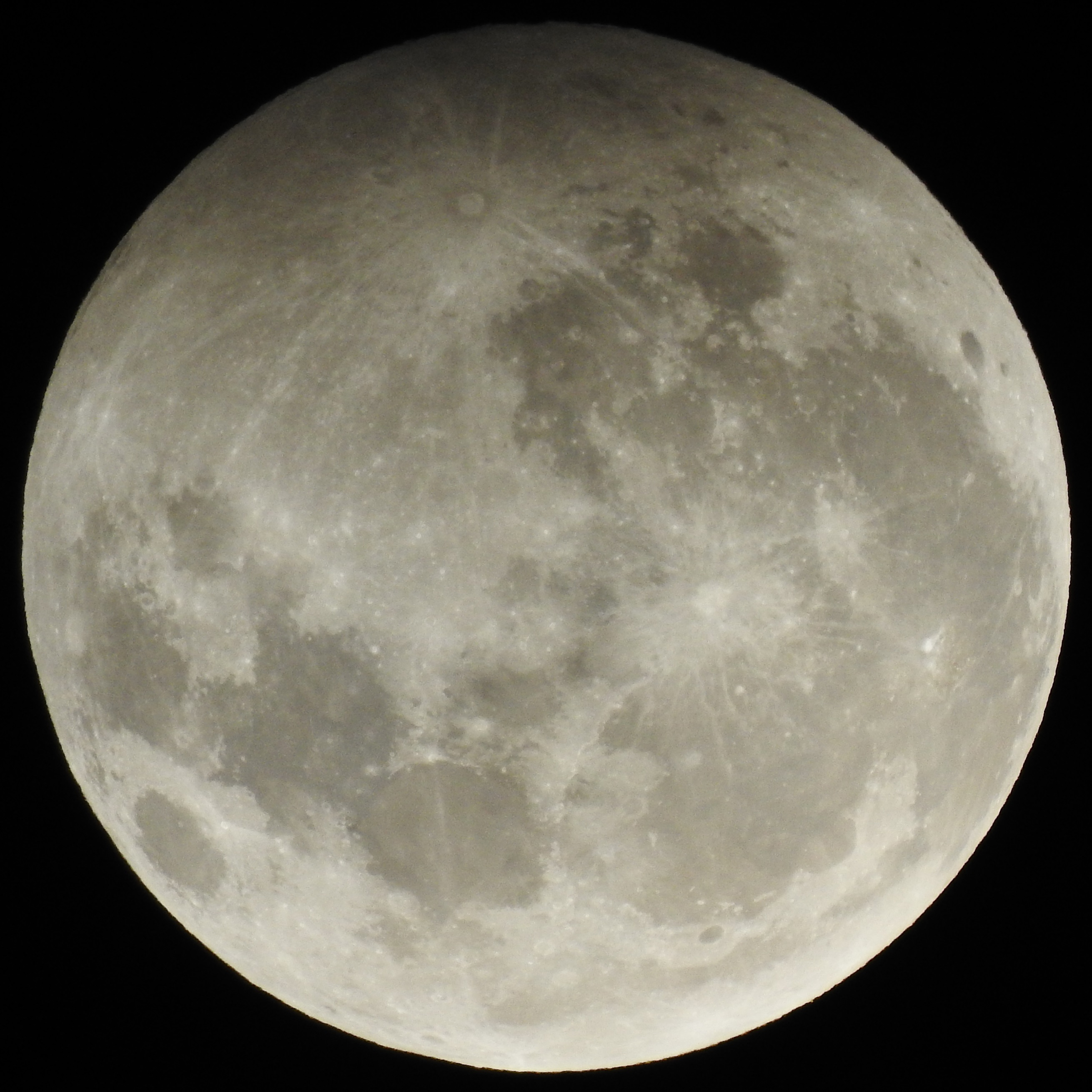
كولمبو، سريلانكا الساعة 19:03 (ت ع م)
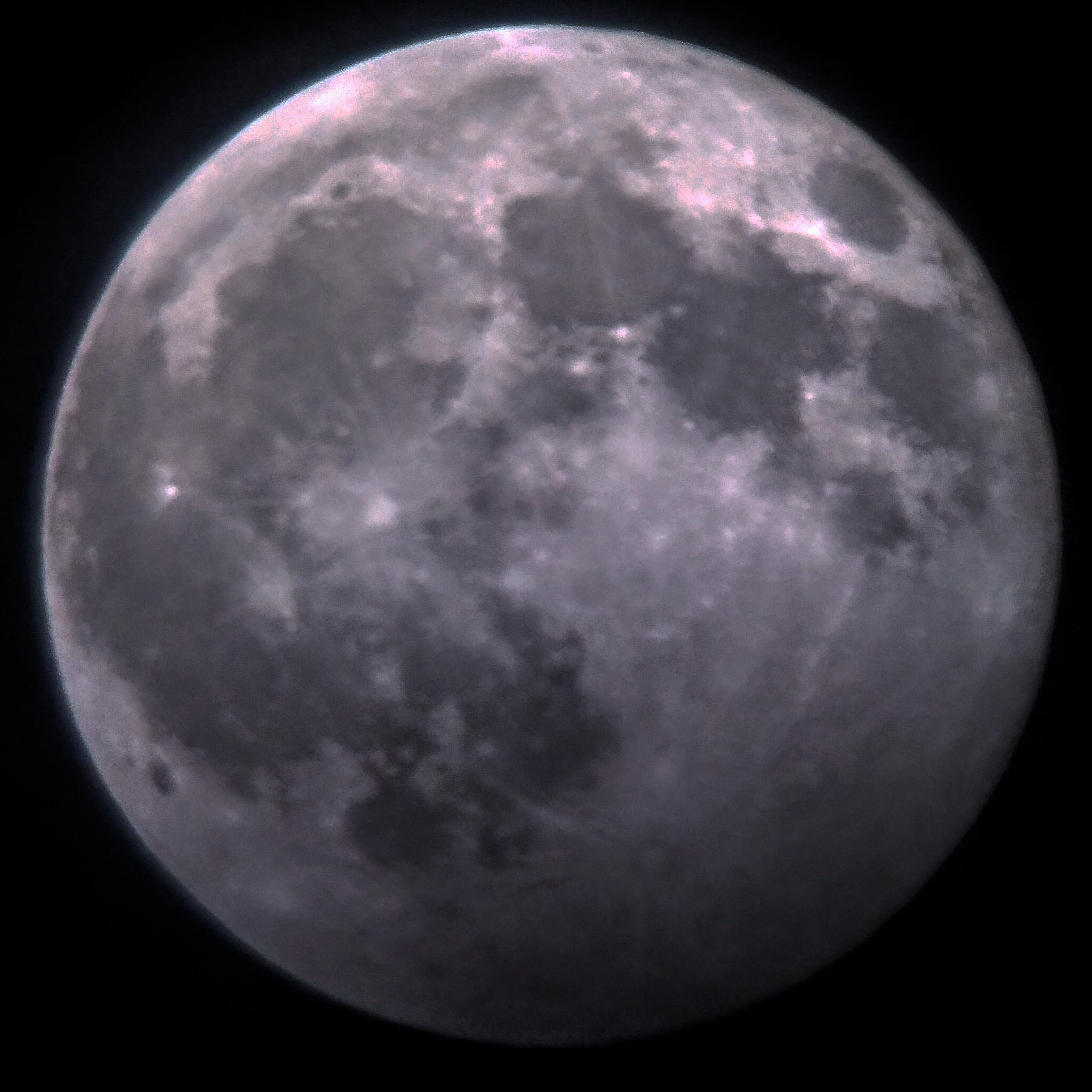
هام، بلجيكا الساعة 19:08 (ت ع م)
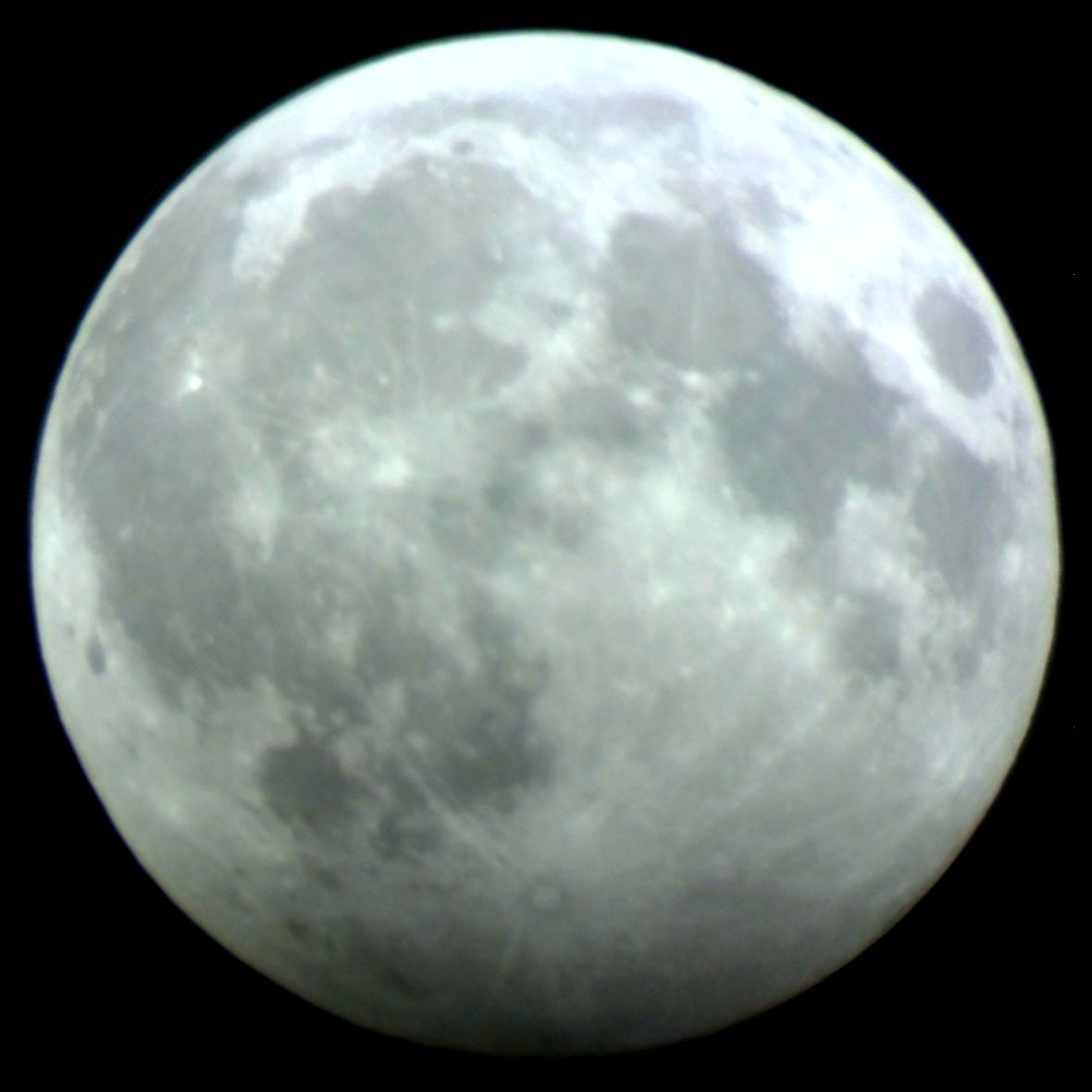
إنجلترا الساعة 19:10 (ت ع م)
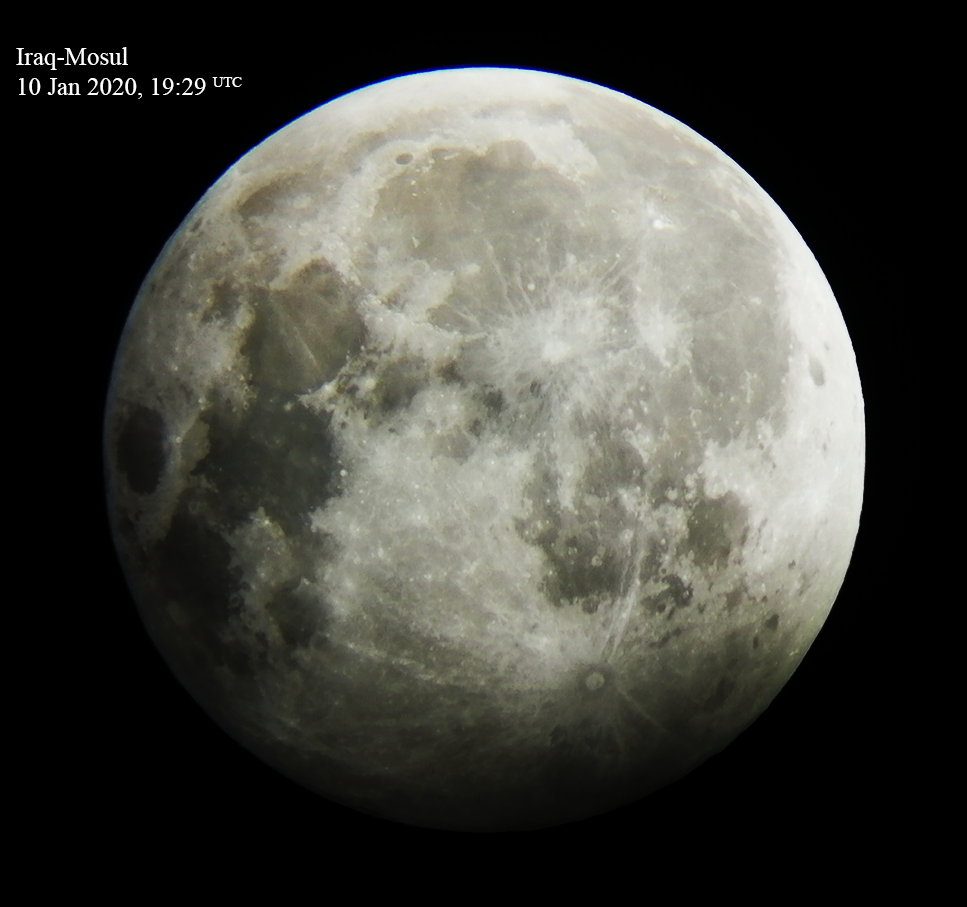
الموصل، العراق الساعة 19:29 (ت ع م)
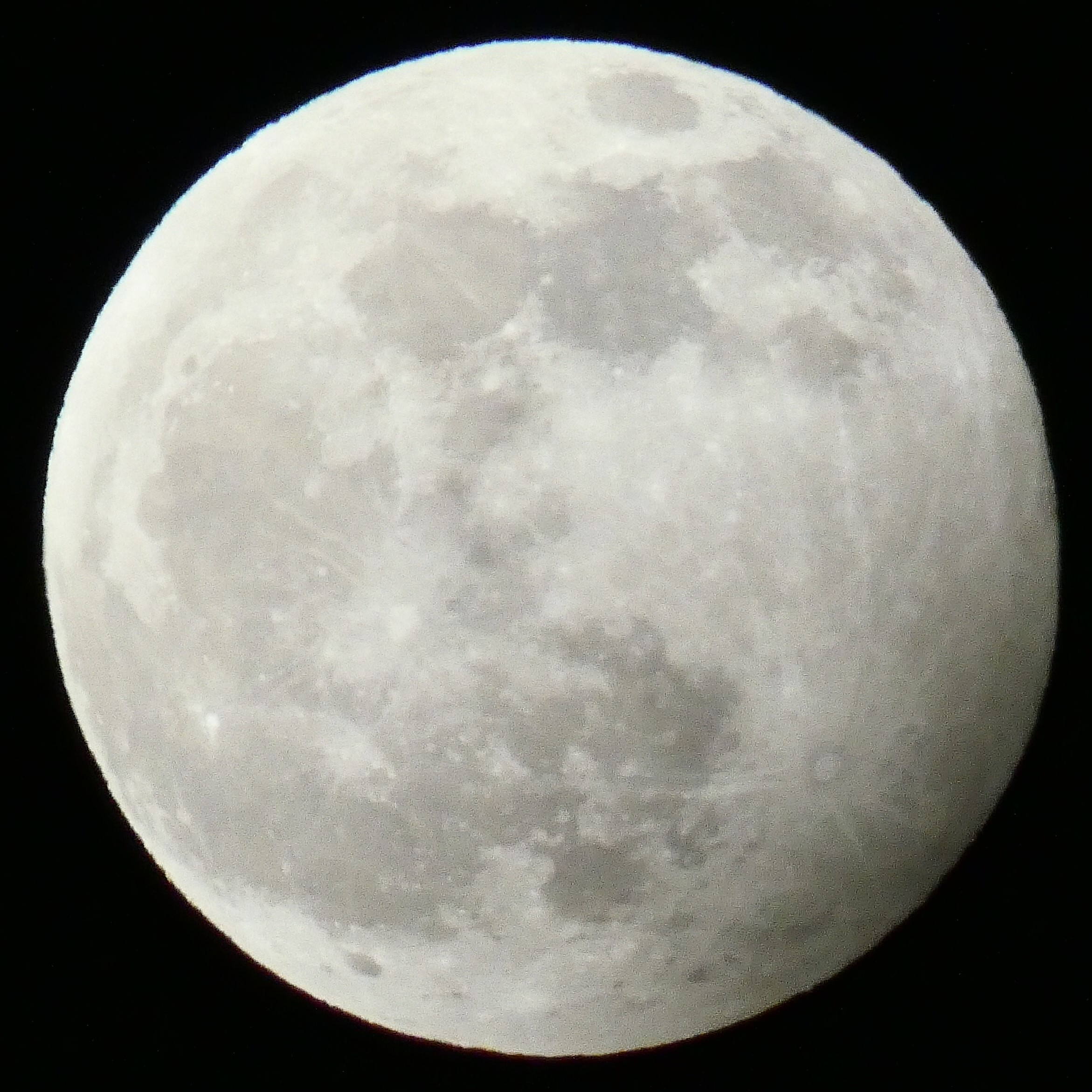
بنبلونة، إسبانيا الساعة 20:19 (ت ع م)
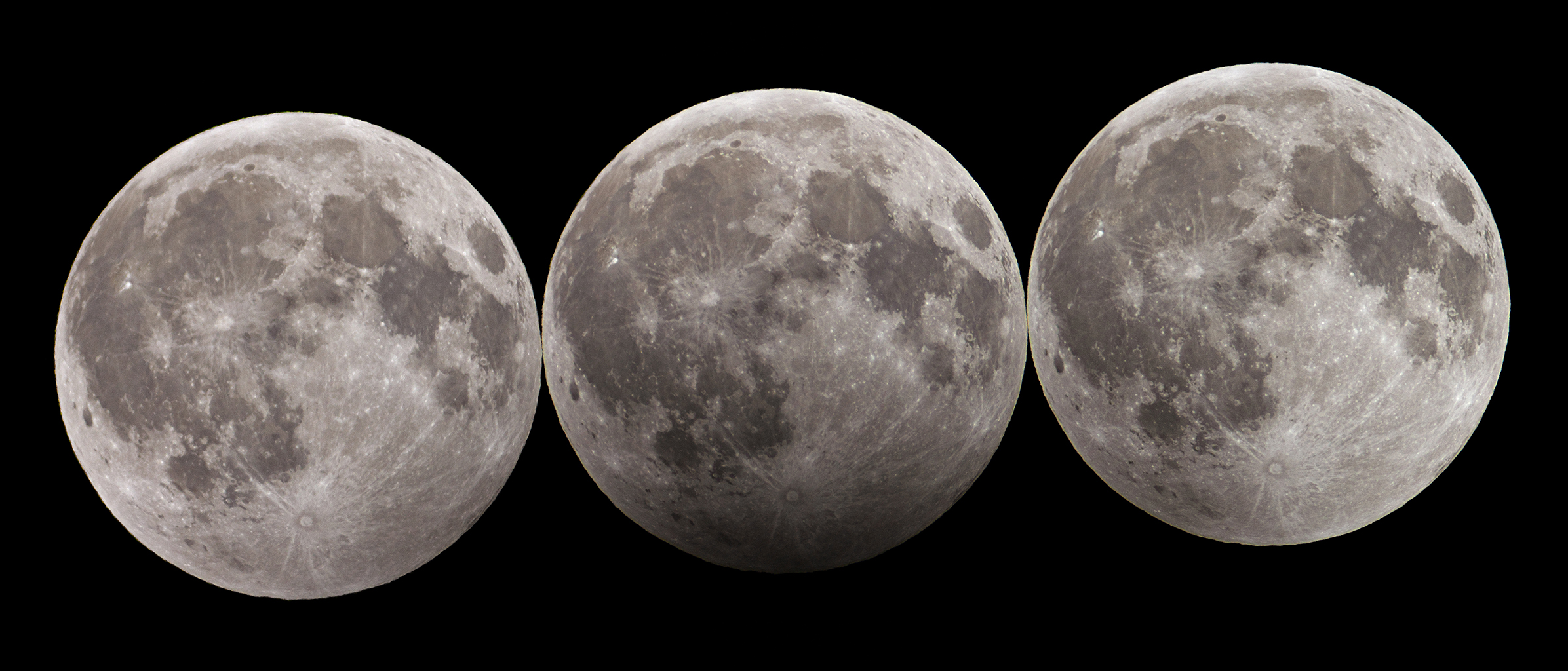
النمسا من 18:10 الى 20:10 (ت ع م)

## طالع أيضًا
- قائمة خسوفات القمر في القرن 21
- قائمة خسوفات القمر في القرن 20
- خسوف القمر يونيو 2020
- خسوف القمر يوليو 2020
- خسوف القمر نوفمبر 2020
- خسوف

## روابط خارجية
- تفاصيل الخسوف
- مخطط خسوف 10 يناير 2020، ناسا.